# Wereldkampioenschappen synchroonzwemmen 2011 – Solo vrije routine
Het Wereldkampioenschap synchroonzwemmen 2011 vrije routine voor solisten vond plaats op 20 juli 2011 in Shanghai, China. De beste 12 solisten kwalificeerden zich voor de finale later op de dag plaatsvond. Titelverdedigster was de Russin Natalja Isjtsjenko.

## Uitslagen

### Voorronde
| Rang | Naam                       | Land                | Score  | Bijz. |
| ---- | -------------------------- | ------------------- | ------ | ----- |
| 1    | Natalja Isjtsjenko         | Rusland             | 98,190 | Q     |
| 2    | Andrea Fuentes             | Spanje              | 96,010 | Q     |
| 3    | Sun Wenyan                 | China               | 95,970 | Q     |
| 4    | Marie-Pier Boudreau Gagnon | Canada              | 94,490 | Q     |
| 5    | Yumi Adachi                | Japan               | 92,620 | Q     |
| 6    | Lolita Ananasova           | Oekraïne            | 91,400 | Q     |
| 7    | Linda Cerutti              | Italië              | 89,610 | Q     |
| 8    | Despoina Solomou           | Griekenland         | 88,630 | Q     |
| 9    | Jenna Randall              | Verenigd Koninkrijk | 88,240 | Q     |
| 10   | Wang Ok-Gyong              | Noord-Korea         | 86,970 | Q     |
| 11   | Anastasia Gloushkov        | Israël              | 85,990 | Q     |
| 12   | Soňa Bernardová            | Tsjechië            | 85,630 | Q     |
| 13   | Park Hyun-sun              | Zuid-Korea          | 84,790 |       |
| 14   | Giovana Stephan            | Brazilië            | 84,390 |       |
| 15   | Pamela Fischer             | Zwitserland         | 82,960 |       |
| 16   | Nadine Brandl              | Oostenrijk          | 82,520 |       |
| 17   | Szofi Kiss                 | Hongarije           | 79,340 |       |
| 18   | Etel Sanchez               | Argentinië          | 78,840 |       |
| 19   | Kalina Yordanova           | Bulgarije           | 76,210 |       |
| 20   | Kristina Krajcovicova      | Slowakije           | 74,980 |       |
| 21   | Greisy Gomez               | Venezuela           | 74,490 |       |
| 22   | Melis Öner                 | Turkije             | 73,600 |       |
| 23   | Asly Alegria               | Colombia            | 73,320 |       |
| 23   | Katrina Ann                | Maleisië            | 74,700 |       |
| 24   | Elena Tini                 | San Marino          | 72,430 |       |
| 25   | Kirstin Anderson           | Nieuw-Zeeland       | 69,530 |       |
| 26   | Barbara Luna               | Cuba                | 69,510 |       |
| 27   | Violeta Mitinian           | Costa Rica          | 68,850 |       |
| 28   | Au Ieong Sin Ieng          | Macau               | 68,170 |       |
| 29   | Samara Talia Pattiasina    | Indonesië           | 65,540 |       |
| 30   | Thanyaluck Puttisiriroj    | Thailand            | 65,390 |       |
| 31   | Laura Strugnell            | Zuid-Afrika         | 62,690 |       |
| 32   | Seda Khachatrayan          | Armenië             | 56,720 |       |
| -    | Ainur Kureu                | Kazachstan          |        | DNS   |

### Finale
| Rang   | Naam                       | Land                | Score  |
| ------ | -------------------------- | ------------------- | ------ |
| Goud   | Natalja Isjtsjenko         | Rusland             | 98,550 |
| Zilver | Andrea Fuentes             | Spanje              | 96,520 |
| Brons  | Sun Wenyan                 | China               | 95,840 |
| 4      | Marie-Pier Boudreau Gagnon | Canada              | 94,910 |
| 5      | Yumi Adachi                | Japan               | 92,810 |
| 6      | Lolita Ananasova           | Oekraïne            | 91,550 |
| 7      | Linda Cerutti              | Italië              | 89,950 |
| 8      | Jenna Randall              | Verenigd Koninkrijk | 88,880 |
| 9      | Despoina Solomou           | Griekenland         | 88,590 |
| 10     | Anastasia Gloushkov        | Israël              | 86,600 |
| 11     | Wang Ok-Gyong              | Noord-Korea         | 86,590 |
| 12     | Soňa Bernardová            | Tsjechië            | 85,230 |